# King und Kong
King und Kong (frz. Les Jungles perdues) ist eine frankobelgische Comicserie von Raoul Cauvin (Szenario) und Mazel (Zeichnungen).
Die Serie erschien erstmals in der Nummer 1965 des Magazins Spirou. Dort hieß die Serie Boulouboum et Guiliguili.

## Handlung
In 'King und Kong' geht es um einen kleinen Jungen ohne Eltern namens King und seinen Gorilla Kong. Harry und Joe, zwei Wilderer, wollen die Tiere aus dem Reservat in Zentralafrika, in dem King und Kong wohnen, töten. King und Kong bemühen sich, die Wilderer aufzuhalten.

## Hauptfiguren
- King

King ist ein kleiner Waisenjunge, der Tarzan ähnlich sieht.
- Kong

Kong ist Kings treuer Begleiter, der ihm immer hilft.
- Harry

Harry ist der Anführer der Wilderer.
- Joe

Joe spielt mit Harry immer mit.
- Heini

Heini fährt das Boot der Wilderer.
- Die Tierschützer

Eine Gruppe englischer Tierschützer versuchen wie King und Kong die Wilderer zu stoppen.

## Bände
Die Serie erschien von 1986 bis 1989 als 'Rambo und Zambo' in 'Fix & Foxi'. Zusätzlich zu den zehn in Frankreich in Albenform erschienenen Abenteuern erschien eine elfte albenlange Geschichte namens "Der steinerne Kazike" ("L'espace sidérant), die im Ursprungsland lange Zeit unveröffentlicht blieb und erst im Februar 2008 ihren Weg ins Spirou-Magazin fand.
Ab 1989 erschienen die ersten sechs Geschichten in Albenform bei comicplus+. In Original wurden sie beim Verlag Dupuis herausgebracht. Eine Gesamtausgabe erschien 2016 bei Finix Comics, die auch die Kurzgeschichten enthält.
- 1989: Im Reservat wird nicht geballert (Le grand safari, 1979)
- 1989: Harry gibt nicht auf (Chasseurs d'ivoire, 1980)
- 1990: Der Schatz im Kawatschi (Le trésor du Kawadji, 1980)
- 1990: Dschungel in Nöten (S.O. S. jungle, 1981)
- 1991: Gorilla gegen Gorilla (La saga des gorilles, 1982)
- 1992: Harrys große Stunde (Rapt, 1984)
- 2016: Les aventuriers de la préhistoire (1985)
- 2016: Les chevaliers de l'enfer (1986)
- 2016: Le péril rouge (1987)
- 2016: Les épaves ressuscitées (1987)